# Urad za preprečevanje korupcije in organiziranega kriminala (Hrvaška)
Urad za preprečevanje korupcije in organiziranega kriminala (izvirno hrvaško Ured za suzbijanje korupcije i organiziranog kriminaliteta; kratica: USKOK) je specializirano telo državnega pravobranilstva Hrvaške, ki je zadolženo za pregon korupcije in organiziranega kriminala. Urad je bil ustanovljen leta 2001 z Zakonom o Uradu za preprečevanje korupcije in organiziranega kriminala in je nastanjen v Zagrebu, a je zadolžen za področje celotne Hrvaške. 
Urad vodi ravnatelj, ki ga imenuje glavni državnobranilec Republike Hrvaške (Glavni državni odvjetnik Republike Hrvatske). 
Od leta 2009 obstaja znotraj hrvaškega policijsko-pravosodnega sistem še dva USKOK-a:
- Policijski nacionalni USKOK (Policijski nacionali USKOK) in
- Sodni oddelki za delovanje v primerih kaznivih dejanj iz pristojnosti USKOK-a (Sudski odjeli za postupanje u predmetima kaznenih djela iz nadležnosti USKOK-a).

## Delovanje
- akcija Indeks (2008, Univerza v Zagrebu)
- preiskovanje delovanje bivšega premiera Iva Sanaderja[3]